# René Röspel

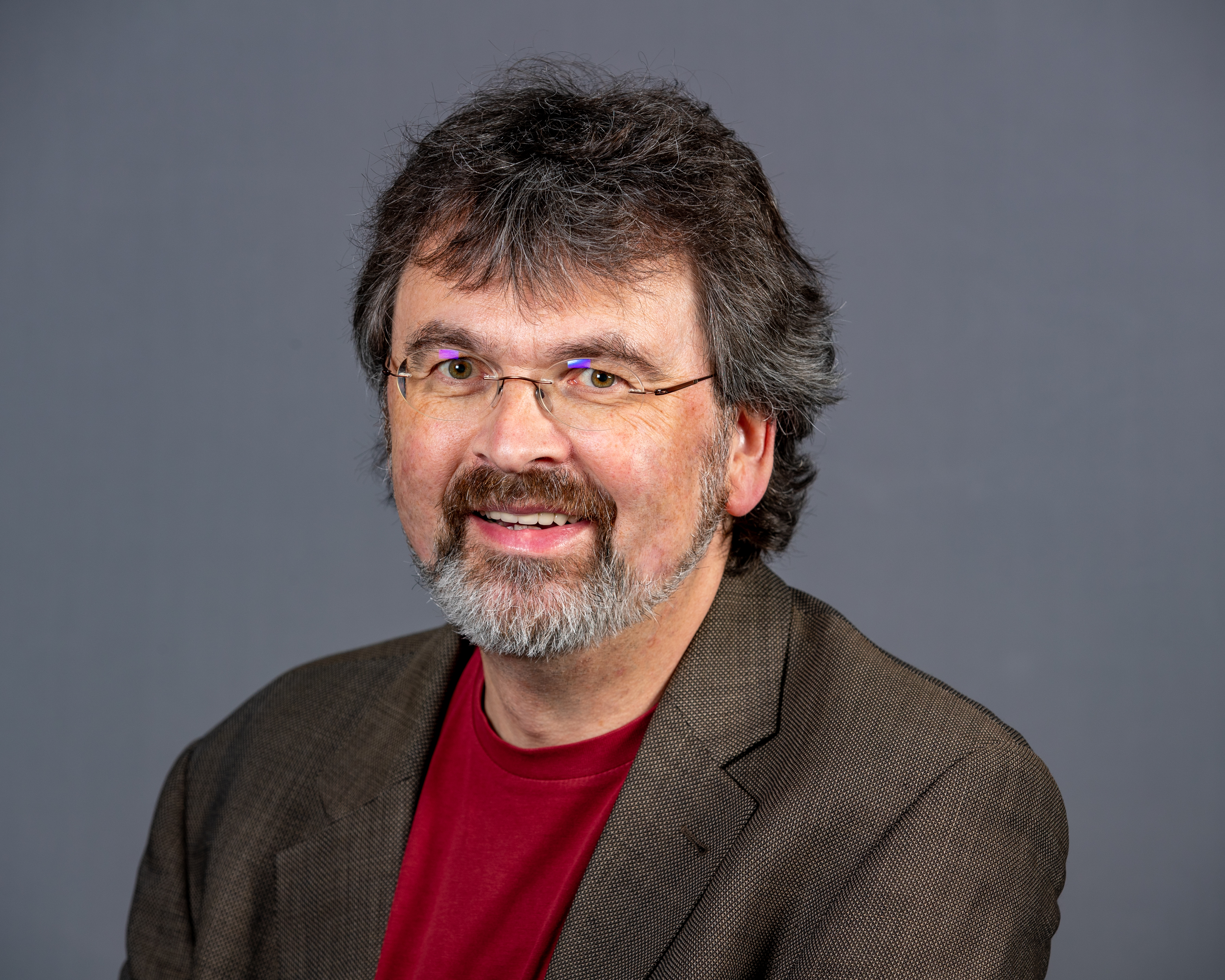
René Röspel (2020)

Peter René Röspel (* 9. Juli 1964 in Hagen) ist ein deutscher Politiker (SPD) und Biologe. Er war von 1998 bis 2021 Mitglied des Deutschen Bundestages.

## Leben und Beruf
Nach der Mittleren Reife im Jahr 1980 besuchte Röspel das Gymnasium Hohenlimburg und bestand dort 1983 das Abitur. Anschließend leistete er seinen 15-monatigen Wehrdienst als Sanitätssoldat ab. Den Plan, nach dem Wehrdienst ein Studium aufzunehmen, musste Röspel wegen der Erkrankung seines Vaters zurückstellen. Zwischen Wehrdienst und Beginn seiner Ausbildung vertrat Röspel seinen erkrankten Vater als Schulhausmeister. Von 1985 bis 1988 absolvierte Röspel dann eine Ausbildung zum Versicherungskaufmann und leistete, nach vorheriger erfolgreicher Verweigerung, die Restzeit seiner Dienstpflicht als Zivildienstleistender ab. Danach begann er im Oktober 1988 ein Studium der Biologie an der Ruhr-Universität Bochum, welches er im Mai 1993 nach einer Diplomarbeit am Max-Planck-Institut für molekulare Physiologie in Dortmund als Diplom-Biologe beendete. Anschließend war Röspel bis 1998 als wissenschaftlicher Mitarbeiter im Bereich Tumorforschung des Universitätsklinikums Essen tätig.
René Röspel ist verheiratet und hat vier Kinder. Röspels erster Sohn verunglückte 1999 tödlich bei dessen erstem Besuch in Berlin.

## Partei
Röspel trat 1983 in die SPD ein und war von 1993 bis 1994 Mitglied der Bezirksvertretung Eilpe/Dahl sowie von 1994 bis 1998 Mitglied des Rates der Stadt Hagen. Bis 2016 war er Schatzmeister der SPD in Hagen.

## Abgeordneter
Von 1994 bis 1998 gehörte er dem Rat der Stadt Hagen an. Seit 1998 war Röspel Mitglied des Deutschen Bundestages.
Dort war Röspel Forschungs-, Wissenschafts- und Umweltpolitiker der SPD-Bundestagsfraktion und hat sich auch mit Gesetzgebungsverfahren bei ethischen Themen wie Stammzellforschung, Patientenverfügung, Präimplantationsdiagnostik und Sterbehilfe befasst. Von 2000 bis 2005 war er Mitglied der Enquête-Kommission „Ethik und Recht der modernen Medizin“, ab 2002 deren Vorsitzender. Seit November 2005 ist er stellvertretender Sprecher der Arbeitsgruppe „Bildung und Forschung“ der SPD-Bundestagsfraktion. Von April 2008 bis September 2009 war er Vorsitzender des Parlamentarischen Beirats zu Fragen der Ethik insbesondere in den Lebenswissenschaften des Deutschen Bundestages. In der Enquête-Kommission „Künstliche Intelligenz – Gesellschaftliche Verantwortung und wirtschaftliche, soziale und ökologische Potenziale“ (2018–2020) war er Sprecher und Obmann der SPD-Bundestagsfraktion und Vorsitzender der Projektgruppe KI und Arbeit, Bildung, Forschung. Zudem war Röspel ordentliches Mitglied im Ausschuss für Bildung, Forschung und Technikfolgenabschätzung und stellvertretendes Mitglied im Ausschuss für Umwelt, Naturschutz und nukleare Sicherheit.
Er ist stets als direkt gewählter Abgeordneter des Wahlkreises Hagen bzw. seit 2002 des Wahlkreises Hagen/Ennepe-Ruhr-Kreis I gewählt worden. (Erststimmenergebnisse: 1998: 55,9 %, 2002: 55,3 %, 2005: 52,3 %, 2009: 43,0 %, 2013: 47,1 %, 2017: 39,3 %)
Für die Bundestagswahl 2021 konnte er sich bei der Aufstellung für seinen Wahlkreis nicht mehr durchsetzen und verlor knapp gegen Timo Schisanowski.

## Politische Positionen
Röspel geriet nach der Bundestagswahl 1998 schon früh wegen seiner ablehnenden Haltung gegenüber den Militäreinsätzen im Kosovo und später in Mazedonien in Konflikt mit der Fraktionsspitze. Im Herbst 1999 veröffentlichte er mit sieben weiteren SPD-Abgeordneten als Reaktion auf das „Schröder-Blair-Papier“ eine Gegenposition zum Schröder-Kurs mit dem Titel „Soziale Gerechtigkeit bleibt unsere Aufgabe“. Im Nachgang zu den Anschlägen auf das World Trade Center übte er zusammen mit rund 40 Fraktionsmitgliedern der Parlamentarischen Linken massive Kritik an der Vertrauensfrage im November 2001 und ihrer Verknüpfung mit der Abstimmung über den von Röspel kritisch gesehenen Afghanistan-Einsatz.
Als Reaktion auf die von Bundeskanzler Gerhard Schröder 2003 verkündete Agenda 2010 initiierte Röspel als eines von zwölf SPD-Mitgliedern ein Mitgliederbegehren gegen die Agenda 2010, das von rund 21.000 Mitgliedern unterzeichnet wurde und infolge dessen es zum Sonderparteitag im Juni 2003 in Bochum kam.
Röspel hat 2006 gegen die Änderung des Grundgesetzes im Rahmen der Föderalismusreform gestimmt, weil er die Möglichkeit einer Beteiligung des Bundes bei Bildungsaufgaben, Schulfinanzierung und Entlastung von Kommunen für notwendig und die Schuldenbremse für falsch hält. 2007 stimmte er gegen die Einführung der „Rente mit 67“ und trat in diesem Zusammenhang mit rund 60 Vertreterinnen und Vertretern des linken SPD-Parteiflügels für eine sozialdemokratischere Arbeits- und Sozialpolitik ein („Papier der 60“).
Er setzt sich für Konjunkturpakete, breitere Unterstützung und eine Altschuldenregelung für Kommunen unter finanzieller Beteiligung des Bundes ein. Er stimmte im Bundestag regelmäßig gegen Auslandseinsätze der Bundeswehr.

## Mitgliedschaften (ehrenamtlich)
- Senat Hermann von Helmholtz-Gemeinschaft Deutscher Forschungszentren e.V., HGF
- Senat Arbeitsgemeinschaft industrieller Forschungsvereinigungen, AiF
- AWO-Ethikrat
- Vorsitzender der AWO Ennepe-Ruhr[23]
- Parlamentarischer Beirat der FernUniversität in Hagen
- Kuratorium Max-Planck-Institut für molekulare Physiologie, Dortmund
- Diskursbeirat des Kopernikus-Projektes Energiewende-Navigationssystem (ENavi)
- Kuratorium Max-Planck-Institut für chemische Energiekonversion, Mülheim an der Ruhr
- Kuratorium Internationales Bildungs- und Begegnungswerk gGmbH (IBB), Dortmund
- ver.di, AWO, Falken, Naturschutzbund, Hagener Friedenszeichen, Solarenergieförderverein, AllerWeltHaus, TSV Fichte Hagen, Ökumenisches Hospiz Emmaus e. V.[24]